# 자동차등불법사용죄
자동차등불법사용죄는 대한민국 형법상 범죄로 권리자의 동의 없이 자동차 등을 일시 사용함으로써 성립되는 범죄이며 사용절도 중 행위객체가 운송수단에 제한되는 특수한 경우인 범죄다.
'자동차 등 불법 사용죄'는 크게 절취운전과 무단운전으로 나눌 수 있다.
절취운전은 자동차보유자와 아무런 인적관계가 없는 제3자가 보유자의 의사에 반하여 운전하는 것이며, 협의의 무단운전은 자동차보유자와 친인척관계, 고용관계등 일정한 인적관계에 있는 자가 보유자의 의사에 반하여 운전하는 것을 말하는 바, 이러한 무단운전자의 운전행위는 범죄 성립가능성이 있다.

## 관련 형법조문
「권리자의 동의없이 타인의 자동차, 선박, 항공기 또는 원동기장치자동차를 일시 사용한 자는 3년 이하의 징역 또는 500만원 이하의 벌금, 구류 또는 과료에 처한다」(§331의 2)「이 죄를 범하여 유기징역에 처할 경우에는 10년 이하의 자격정지를 병과할 수 있다」(§345) 「이 죄의 미수범은 처벌한다」(§344)

## 보호법익의 대립
이 죄의 보호법익에 대하여는 (a) 사용권이라는 설과 (b) 소유권이라는 설이 대립된다. 사용권설은 이 죄가 절도죄와는 별개의 범죄로서 불법 영득의사가 없고 사용만이 문제된다는 점에 주목하며, 소유권설은 사용권능이란 결국 소유권에서 파생되는 것이고 사용권설에 의하면 소유자도 이 죄를 범할 수 있게 되는 불합리한 결론에 도달된다는 점을 강조함.

## 행위 객체
- 이 죄의 행위객체중 ① 자동차란 자동차관리법 제 3조에서 말하는 승용 자동차, 승합자동차, 화물자동차, 특수자동차, 이륜자동차, 건설기계관리법 제26조 제1항단서에 의한 건설기계를 포함하고 ② 원동기장치자전거란 자동차관리법 제 3조의 규정에 의한 이륜자동차 중 배기량 125cc 이하의 이륜자동차와 50cc 미만의 원동기를 단 차를 말하는 것이나 이들을 3륜 기타 다른 모양으로 변형시킨 것도 포함함. - 이 죄의 행위는 권리자의 동의없이 일시 사용하는 것임.

## 법의 의미와 적용
'사용'이란 자동차 등을 그 용법에 따라 운행하는 것을 의미함. 따라서 자동차 안에 들어가 낮잠을 자거나 라디오를 듣거나 물건을 숨겨 놓는 경우는 사용으로 볼 수 없고 운행할 의사로 시동을 걸었으나 이에 그친 경우는 미수범으로 될 것임. 사용은 일시적인 것이라야 하는 데, 일시적이란 단지 권리자의 사용권을 방해했다고 평가할 수 있는 정도의 시간적 간격을 의미하며 구체적 정황을 종합적으로 고려하여 사회통념에 따라 판단해야 할 것임.
권리자의 동의 없이 사용한 경우에 본죄의 행위가 있다고 보아야 하고 권리자의 동의가 있으면 본죄의 행위로 인정할 수 없으므로 권리자의 동의는 구성요건해당성을 배제하는 양해의 성격을 가짐. 이러한 동의는 행위전이나 행위가 개시될 때에 있어야 함.

## 판례
- 절도 습벽의 발현으로 절도, 야간주거침입절도, 특수절도, 자동차등불법사용의 범행을 함께 저지른 경우, 자동차등불법사용의 범행은 상습절도 등의 죄에 흡수되어 1죄만이 성립하고 이와 별개로 자동차등불법사용죄가 성립하는 것은 아니다.[1]